# La grotta di Trofonio
La grotta di Trofonio (Trofonios Grotta) är en opera, beskriven som en opera comica, i två akter av Antonio Salieri och med italienskt libretto av Giovanni Battista Casti. 

## Historia
Det ansågs länge att operan var avsedd som en konkurrent till Mozarts Figaros bröllop, men Mozart hade knappt börjat på sin opera då Salieris opera hade premiär på Burgtheater i Wien den 12 oktober 1785. Verket kanske hade influerat Lorenzo da Ponte när han skrev librettot till Mozarts opera Così fan tutte. 

## Roller
| Roller     | Röstläge | Premiär 12 oktober 1785 | Nypremiär 14 mars 2005 |
| ---------- | -------- | ----------------------- | ---------------------- |
| Aristone,  | bas      | Francesco Bussani       | Olivier Lallouette     |
| Artemidoro | tenor    | Vincenzo Calvesi        | Nikolaï Schukoff       |
| Dori       | sopran   | Celeste Coltellini      | Marie Arnet            |
| Ofelia     | sopran   | Nancy Storace           | Raffaella Milanesi     |
| Plistene,  | tenor    | Stefano Mandini         | Mario Cassi            |
| Trofonio,  | bas      | Francesco Benucci       | Carlo Lepore           |

## Handling
Trofonios magiska grotta kan förvandla personers karaktärer till deras motsats. Två kärlekspar blir utsatta för magin tills allt slutar lyckligt.